# Trimulyo (Grabag)
Trimulyo is een bestuurslaag in het regentschap Purworejo van de provincie Midden-Java, Indonesië. Trimulyo telt 678 inwoners (volkstelling 2010).